# Димитар Благоев
Димитар Благоев (буг. Димитър Благоев Николов; Загоричани, 14. јун 1856 — Софија, 7. мај 1924) — 7. мај 1924) је истакнути бугарски политичар.
Школовао се у Цариграду од 1871. до 1874, а од 1881. на универзитету у Санкт Петербургу. Благоев је оснивач Бугарске радничко социјалдемократске партије (БРСДП). После Првог светског рата БРСДП напушта социјалистички интернационализам и све више за приближава комунизму. 1919. БРСДП је променила име у Бугарска комунистичка партија.